# Lauroux
Lauroux är en kommun i departementet Hérault i regionen Occitanien i södra Frankrike. Kommunen ligger i kantonen Lodève som tillhör arrondissementet Lodève. År 2022 hade Lauroux 208 invånare.

## Befolkningsutveckling
Antalet invånare i kommunen Lauroux
Referens:INSEE